# Kymmene
Kymmene (finska: Kymi) var tidigare en kommun  i Kymmene härad i Viborgs län i Finland.
Ytan (landareal) var 235,8 km². Den 31 december 1908 beboddes kommunen av 13 777 människor, med en befolkningstäthet på 58,4 invånare per kvadratkilometer. Karhula köping bröts ut 1951, och 1970 hade Kymmene kommuns befolkning sjunkit till 4 954 personer på en landareal av 159,6 km². Kommunen hade då en befolkningstäthet på 31,02 invånare per km².
Kymmene blev del av Kotka stad 1 januari 1977.

## Kända personer från Kymmene
- Fanni Halonen (1902–1981), skådespelare
- Bertel Appelberg (1890–1977), förläggare
- Wilho Ilmari (1888–1983), skådespelare
- Martta Kontula (1908–2006), skådespelare
- Martta Wendelin (1893–1986), konstnär
- Alpo Wikman (1899–1970), sångare och skådespelare